# Вінницький Омелян Маркович
Омелян Маркович Ві́нницький (нар. 23 жовтня 1923, Кременчук — пом. 8 червня 1993, Одеса) — український диригент.

## Біографія
Наподився 23 жовтня 1923 року в місті Кремечуці (тепер Полтавська область, Україна). Протягом 1939—1941 років навчався у Харківській консерваторії (клас Веніаміна Тольби). Брав участь у німецько-радянській війні. Впродовж 1945–1948 років навчався в Уральській консерваторії (клас Арнольда Маргуляна).
Протягом 1950–1952 працював у Ялті диригентом симфонічного оркестру Кримської філармонії, протягом 1952–1956 років — головним диригентом Театру музичної комедії у П'ятигорську, у 1956–1990 роках — диригент Одеського театру музної комедії. Помер в Одесі 8 червня 1993 року.

## Творчість
Диригував вистави:
- «На світанку» Оскара Сандлера (1964);
- «Пізня серенада» Вадима Ільїна (1976; 1-е виконання);
- «Кажан» Йоганна Штраусса (1983);
- «Граф Люксембурґ» Франца Легара (1985);
- «Агент 00» Олександра Журбіна (1986);
- «Скрипаль на даху» Джеррі Бока (1987).

## Відзнаки
Нагороджений:
- орденами Вітчизняної війни ІІ ступеня (8 жовтня 1944) та І ступеня (6 квітня 1985);
- медаллю «За перемогу над Німеччиною»[1].

Заслужений діяч мистецтв УРСР з 1974 року.